# François I Belluchau
François I Belluchau [Bellucheau, Belluchaux, Belluchaut, Belluchot], sieur de Villiers, est un trésorier de France, secrétaire du roi et calligraphe actif à Paris dans la seconde moitié du XVIIe siècle. Il était aussi collectionneur de peintures. Il est père de François II Belluchau.

## Biographie
Il fut d’abord conseiller du roi et trésorier de France en la Généralité de Bourgogne, et dans celle de Généralité de Caen (l’ordre de ces deux charges n’est pas connu).
Il a travaillé dans l’administration de la Marine vers 1671-1673 comme commis de Jean-Baptiste Colbert et de son fils Jean-Baptiste Colbert de Seignelay, qui furent successivement les deux premiers Secrétaires d’état à la Marine. Le 15 février 1674, il est reçu comme Conseiller secrétaire du Roi, Maison et couronne de France et des Finances, au décès de Mathieu Payen. Le 22 janvier 1696, c’est François de La Bruyère, qui reprend cette charge et Belluchau reçoit ses lettres d’honneur le 19 février suivant.
Marié avec une des filles de Marie Vallery, veuve de Mr Bourdon, conseiller du roi en l’Hôtel de ville de Paris, il en eut un fils unique aussi prénommé François, sieur de Villiers, gentilhomme ordinaire de la Maison du Roi.
En 1685 et en 1692, Belluchau habitait rue des Maçons. Il était déjà mort en mai 1699.

## Œuvres
- C’est lui qui a tracé le chiffre d’Anne de Chambré [lettres A C entrelacées avec deux encres] qui clôt La Rhétorique des dieux, ainsi que le texte placé sous chaque pièce de musique du recueil. La Rhétorique des dieux est le plus luxueux manuscrit musical français du XVIIe siècle, consacré aux pièces de luth de Denis Gaultier et conservé à Berlin[6]. L’attribution à Belluchau est donnée dans la préface du livre, qui date de 1652.
- Il a copié un État abrégé de la Marine pour l’année 1688, qu’il signe et où il déclare avoir été payé 600 lt, par ordonnance donnée à Versailles le 19 mai 1688. Paris ANF : Mar/G/8 (vélin, 104 p., 155 x 105 mm, relié en maroquin rouge)[7].

## Collections
François Belluchau est également connu comme collectionneur de peintures et d’estampes ; à ce titre il a reçu une brève notice dans Bonnaffé 1884, p. 18. Il est d’ailleurs cité dans le Livre commode des adresses pour 1692 d’Abraham du Pradel, dans la liste des Fameux curieux des ouvrages magnifiques, c’est-à-dire des possesseurs d’un cabinet de peinture ou de curiosités.
- Il est notamment connu pour avoir vendu au roi Louis XIV, le 20 mai 1685, le Repos de la Sainte Famille, dit aussi La Vierge visitée par les anges pendant la fuite en Égypte, de Francesco Albani, dit L’Albane, pour 5 000 lt[9]. Le tableau lui était venu d’un des ducs de Gramont (probablement Antoine III), qui le possédait vers 1650-1660 ; il est actuellement au château de Fontainebleau : voir.

Ce tableau a été reproduit par le graveur Guillaumes Chasteau ; qui cite Belluchau à côté du nom du peintre dans la légende de l’estampe : Du Cabinet de Mons. Belluchau Coner Secretre du Roy et Trésorier de France..
- Du même peintre et de la même provenance (Gramont et Belluchau), il existe une autre scène de la fuite en Égypte, récemment passée en vente en 2008 (Nagel Auktionen, voir ici).